# Ivana Houserová
Ivana Houserová (25. června 1957, Jablonec nad Nisou – 5. června 2015, Drhleny) byla česká sklářská výtvarnice.

## Život

### Vzdělání
- 1972–1976 Střední uměleckoprůmyslová škola sklářská v Železném Brodě
- 1976–1982 Vysoká škola uměleckoprůmyslová v Praze, Prof. Stanislav Libenský
- 1988– Pilchuck Glass School, prof. Jiří Harcuba a Ronald Pennel (USA)

### Úmrtí
Ivana Houserová zemřela 5. června 2015 při požáru domu v Drhlenách, obec Kněžmost.

## Tvorba
Ivana Houserová se zabývala tavenými plastikami navozujícími pocit harmonie a všudypřítomné blízkosti přírody. Zúčastnila více než 200 výstav po celém světě. Její díla jsou zastoupena v řadě veřejných a v mnoha soukromých sbírkách, např.:
- The New Bedford Museum of Glass, New Bedford (USA)
- The Mary C. O’Keefe Cultural Center of Arts and Education, Ocean Springs (USA)
- The Corning Museum of Glass, Corning N.Y. (USA)
- Uměleckoprůmyslové muzeum, Praha (CZ)
- Moravská galerie, Brno (CZ)
- Severočeské muzeum, Liberec (CZ)
- Glasmuseet, Ebeltoft (Dánsko)
- Muzeum skla a bižuterie v Jablonci nad Nisou (CZ)
- Museé du Verre de Sars-Poteries (Francie)
- The Museum of Fine Arts, Houston (USA)
- IGS Crystalex, zámek Lemberk (CZ)
- Regional Bibliothek, Weiden (Německo)
- Glasmuseum Coesfeld (Německo)

## Ocenění
- 1982 Školní cena Vysoká škola uměleckoprůmyslová v Praze
- 1984 Jugend Gestalted; Internationale Handwerksmesse, Mnichov (Německo)
- 1985 Bayrischer Stadtpreis; Internationale Handwerksmesse, Mnichov (Německo)
- 1987 Gold Star for Quality; BID(Business Initiative Directions), San Antonio (USA)
- 1989 NAC Business Excellence Award; NAC(National Academy of Commerce),San Antonio (USA)
- 1995 Swarovski Award; 2.cena, Uměleckoprůmyslové muzeum v Praze
- 1996 Grand Prix; 2.mezinárodní sklářské triennále Norimberk 1996 (Německo)
- 1997 Vynikající design 1996; Design centrum České republiky
- 1999 Cena Rudolfa II.; Masarykova akademie umění Praha